# Нун (арабська літера)

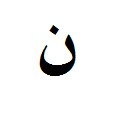
Ізольована форма літери

Нун (араб. نون‎‎‎‎; нӯн) — двадцять п'ята літера арабської абетки, позначає звук [n].
В ізольованій та кінцевій позиціях нун має вигляд ن; в початковій та серединній — نـ.
Нун належить до сонячних літер.
Літері відповідає число 50.
В перській мові ця літера також має назву «нун» (перс. نون), звучить також як [n].

## В юнікоді
| Юнікод         | U+0646             |
| Ім'я в юнікоді | ARABIC LETTER NOON |
| HTML           | &#1606;            |
| ISO 8859-6     | 0xe6               |